# Bartsia elachophylla
Bartsia elachophylla är en snyltrotsväxtart som beskrevs av Friedrich Ludwig Diels. Bartsia elachophylla ingår i släktet svarthösläktet, och familjen snyltrotsväxter. Inga underarter finns listade i Catalogue of Life.